# Мститель из Гянджабасара
Мститель из Гянджабасара или Гатыр Мамед (азерб. Qatır Məmməd) — азербайджанский советский фильм, режиссёрский дебют Расима Оджагова. Премьера фильма состоялась в Москве 3 марта 1975 года.

## Сюжет
Фильм повествует о легендарном предводителе крестьянского движения в 1919—1920 годах в Гянджинской губернии Гатыр Мамеде.

## В ролях
- Шахмар Алекперов — Гатыр Мамед
- Расим Балаев — Азиз
- Гасан Мамедов — Самед Джавадов
- Аладдин Аббасов
- Исмаил Дагестанлы — Фатали Хан Хойский
- Камиль Кубушев — Садык-хан
- Мамедрза Шейхзаманов — губернатор
- Олев Эскола — Мюллер
- Анатолий Фалькович — Скотт
- Эльхан Агагусейноглы
- Сафура Ибрагимова — Габиба
- Гасан Турабов — Салимов

## Критика
Режиссёр Расим Оджагов рассказал о своём фильме:
Действие относится к тому драматическому периоду, к тем событиям 1918—1920 годов, которые предшествовали приходу в Азербайджан Красной Армии.
Легендарный руководитель крестьянского восстания Гатыр Мамед — лицо исторически реальное. Сложный, талантливый, противоречивый человек. Своего рода наш Котовский. По натуре он — бунтарь. Был судим царским правительством за набеги на беков и помещиков, сослан в Сибирь, на каторгу. Но бежал и присоединился к повстанцам, которые скрывались в горах.
С небольшим отрядом он снова продолжал разорять власть имущих, наводя на них ужас.
Гатыром Мамедом, за которым, сбиваясь с ног, охотилась полиция и который был так популярен в народе, заинтересовались большевики. Подпольная организация Гянджи начала искать контакта с ним. На связь с Гатыром отправился представитель партийного центра Самед Джавадов.

Наш фильм строится на остром сюжете, на динамике, которые должны соответствовать характеру и темпераменту героя, драматизму и эмоциональной насыщенности событий. Но хотелось бы, чтобы из всего этого вышла не приключенческая лента на историческом материале, а более серьёзная работа, которая бы давала повод и для размышлений, и для переживаний. Мы хотели бы сделать картину в романтическом ключе"."Советский экран" № 15, 1974 год